# Zancleopsidae
Zancleopsidae is een familie van neteldieren uit de klasse van de Hydrozoa (hydroïdpoliepen).

## Geslachten
- Dicnida Bouillon, 1978
- Zancleopsis Hartlaub, 1907